# Балка Чаплинка
Балка Чаплинка — балка (річка) в Україні у Магдалинівській селищній громаді Дніпропетровської області. Права притока річки Чаплинки (басейн Дніпра).

## Опис
Довжина балки приблизно 11,69 км, найкоротша відстань між витоком і гирлом — 9,65  км, коефіцієнт звивистості річки — 1,21 . Формується декількома струмками та загатами. На деяких ділянках балка пересихає.

## Розташування
Бере початок у селі Новопетрівка. Тече переважно на південний захід і у селищі Магдалинівка впадає в річку Чаплинку, ліву притоку річки Орілі.
Населені пункти вздовж берегової смуги: Шевське, Водяне.

## Цікаві факти
- На правому березі балки пролягає автошлях Т 0410[3] (автомобільний шлях територіального значення у Дніпропетровській області. Пролягає територією Дніпровського, Новомосковського та Магдалинівського районів через Дніпро — Слобожанське — Підгородне — Магдалинівку — Котовку. Загальна довжина — 72,6 км.).
- У XX столітті на балці існували скотні двори, молочно-тваринна ферма (МТФ), інкубатор, газгольдер та декілька газових свердловин[2].